# Gran Premio di Svezia 1973
Il Gran Premio di Svezia 1973, IX Hitachi Sveriges Grand Prix di Formula 1 e settima gara del campionato di Formula 1 del 1973, si è svolto il 17 giugno sul circuito di Anderstorp ed è stato vinto da Denny Hulme su McLaren-Ford Cosworth.

## Qualifiche
| Pos | No | Pilota               | Costruttore       | Squadra                        | Tempo    | Gap    |
| --- | -- | -------------------- | ----------------- | ------------------------------ | -------- | ------ |
| 1   | 2  | Ronnie Peterson      | Lotus-Ford        | John Player Team Lotus         | 1:23.810 |        |
| 2   | 6  | François Cevert      | Tyrrell-Ford      | Elf Team Tyrrell               | 1:23.899 | +0.089 |
| 3   | 5  | Jackie Stewart       | Tyrrell-Ford      | Elf Team Tyrrell               | 1:23.912 | +0.102 |
| 4   | 1  | Emerson Fittipaldi   | Lotus-Ford        | John Player Team Lotus         | 1:24.084 | +0.274 |
| 5   | 10 | Carlos Reutemann     | Brabham-Ford      | Motor Racing Developments Ltd  | 1:24.489 | +0.679 |
| 6   | 7  | Denny Hulme          | McLaren-Ford      | Yardley Team McLaren           | 1:24.625 | +0.815 |
| 7   | 8  | Peter Revson         | McLaren-Ford      | Yardley Team McLaren           | 1:24.937 | +1.127 |
| 8   | 3  | Jacky Ickx           | Ferrari           | Scuderia Ferrari SpA SEFAC     | 1:25.604 | +1.794 |
| 9   | 20 | Jean-Pierre Beltoise | BRM               | Marlboro BRM                   | 1:25.738 | +1.928 |
| 10  | 23 | Mike Hailwood        | Surtees-Ford      | Brooke Bond Oxo Team Surtees   | 1:25.776 | +1.966 |
| 11  | 25 | Howden Ganley        | Iso Marlboro-Ford | Frank Williams Racing Cars     | 1:25.800 | +1.990 |
| 12  | 19 | Clay Regazzoni       | BRM               | Marlboro BRM                   | 1:25.995 | +2.185 |
| 13  | 11 | Wilson Fittipaldi    | Brabham-Ford      | Motor Racing Developments Ltd  | 1:26.127 | +2.317 |
| 14  | 27 | Reine Wisell         | March-Ford        | Team Pierre Robert             | 1:26.187 | +2.377 |
| 15  | 21 | Niki Lauda           | BRM               | Marlboro BRM                   | 1:26.211 | +2.401 |
| 16  | 24 | Carlos Pace          | Surtees-Ford      | Brooke Bond Oxo Team Surtees   | 1:26.255 | +2.445 |
| 17  | 17 | Jackie Oliver        | Shadow-Ford       | UOP Shadow Racing Team         | 1:26.305 | +2.495 |
| 18  | 12 | Graham Hill          | Shadow-Ford       | Embassy Racing                 | 1:26.382 | +2.572 |
| 19  | 16 | George Follmer       | Shadow-Ford       | UOP Shadow Racing Team         | 1:26.632 | +2.822 |
| 20  | 14 | Jean-Pierre Jarier   | March-Ford        | STP March Racing Team          | 1:26.874 | +3.064 |
| 21  | 15 | Mike Beuttler        | March-Ford        | Clarke-Mordaunt-Guthrie Racing | 1:28.580 | +4.770 |
| 22  | 26 | Tom Belsø            | Iso Marlboro-Ford | Frank Williams Racing Cars     | 1:28.972 | +5.162 |

## Gara
L'idolo di casa Ronnie Peterson resiste per tutta la gara agli attacchi di un gruppetto formato da Denny Hulme, Emerson Fittipaldi e Jackie Stewart. Questi ultimi due piloti accuseranno gravi problemi al motore praticamente in contemporanea, a 4 tornate dalla conclusione: il britannico fu costretto a perdere due posizioni, il brasiliano addirittura a ritirarsi. Resta solo Hulme, che all’ultimo giro approfitta delle difficoltà di Peterson con la tenuta di strada della sua monoposto per superarlo in extremis.
| Pos | No | Pilota               | Costruttore       | Giri | Tempo/Ritiro | Pos. Griglia | Punti |
| --- | -- | -------------------- | ----------------- | ---- | ------------ | ------------ | ----- |
| 1   | 7  | Denny Hulme          | McLaren-Ford      | 80   | 1:56:46.0    | 6            | 9     |
| 2   | 2  | Ronnie Peterson      | Lotus-Ford        | 80   | + 4.039      | 1            | 6     |
| 3   | 6  | François Cevert      | Tyrrell-Ford      | 80   | + 14.667     | 2            | 4     |
| 4   | 10 | Carlos Reutemann     | Brabham-Ford      | 80   | + 18.068     | 5            | 3     |
| 5   | 5  | Jackie Stewart       | Tyrrell-Ford      | 80   | + 25.998     | 3            | 2     |
| 6   | 3  | Jacky Ickx           | Ferrari           | 79   | + 1 Giro     | 8            | 1     |
| 7   | 8  | Peter Revson         | McLaren-Ford      | 79   | + 1 Giro     | 7            |       |
| 8   | 15 | Mike Beuttler        | March-Ford        | 78   | + 2 Giri     | 21           |       |
| 9   | 19 | Clay Regazzoni       | BRM               | 77   | + 3 Giri     | 12           |       |
| 10  | 24 | Carlos Pace          | Surtees-Ford      | 77   | + 3 Giri     | 16           |       |
| 11  | 25 | Howden Ganley        | Iso Marlboro-Ford | 77   | + 3 Giri     | 11           |       |
| 12  | 1  | Emerson Fittipaldi   | Lotus-Ford        | 76   | Cambio       | 4            |       |
| 13  | 21 | Niki Lauda           | BRM               | 75   | + 5 Giri     | 15           |       |
| 14  | 16 | George Follmer       | Shadow-Ford       | 74   | + 6 Giri     | 19           |       |
| Ret | 20 | Jean-Pierre Beltoise | BRM               | 57   | Motore       | 9            |       |
| Ret | 17 | Jackie Oliver        | Shadow-Ford       | 50   | Sospensione  | 17           |       |
| Ret | 23 | Mike Hailwood        | Surtees-Ford      | 41   | Gomma        | 10           |       |
| Ret | 14 | Jean-Pierre Jarier   | March-Ford        | 38   | Acceleratore | 20           |       |
| Ret | 12 | Graham Hill          | Shadow-Ford       | 16   | Iniezione    | 18           |       |
| Ret | 11 | Wilson Fittipaldi    | Brabham-Ford      | 0    | Incidente    | 13           |       |
| Ret | 27 | Reine Wisell         | March-Ford        | 0    | Sospensione  | 14           |       |
| DNS | 26 | Tom Belsø            | Iso Marlboro-Ford | 0    | Non partito  | 22           |       |

## Statistiche
Piloti
- 7ª vittoria per Denny Hulme
- 10° podio per François Cevert
- 30° podio per Denny Hulme
- 150º Gran Premio per Graham Hill
- 1º Gran Premio per Tom Belsø

Costruttori
- 6° vittoria per la McLaren
- 60° pole position per la Lotus

Motori
- 58ª vittoria per il motore Ford Cosworth

Giri al comando
- Ronnie Peterson (1-78)
- Denny Hulme (79-80)

## Classifiche

### Piloti
| Pos. | Pilota               | Punti |
| ---- | -------------------- | ----- |
| 1    | Emerson Fittipaldi   | 41    |
| 2    | Jackie Stewart       | 39    |
| 3    | François Cevert      | 25    |
| 4    | Denny Hulme          | 19    |
| 5    | Peter Revson         | 11    |
| 6    | Ronnie Peterson      | 10    |
| 7    | Arturo Merzario      | 6     |
| 8    | Jacky Ickx           | 6     |
| 9    | George Follmer       | 5     |
| 10   | Andrea De Adamich    | 3     |
| 11   | Carlos Reutemann     | 3     |
| 12   | Jean-Pierre Beltoise | 2     |
| 13   | Niki Lauda           | 2     |
| 14   | Wilson Fittipaldi    | 1     |
| 15   | Clay Regazzoni       | 1     |
| 16   | Chris Amon           | 1     |

### Costruttori
| Pos. | Team         | Punti |
| ---- | ------------ | ----- |
| 1    | Tyrrell-Ford | 49    |
| 2    | Lotus-Ford   | 47    |
| 3    | McLaren-Ford | 26    |
| 4    | Ferrari      | 10    |
| 5    | Brabham-Ford | 7     |
| 6    | Shadow-Ford  | 5     |
| 7    | BRM          | 5     |
| 8    | Tecno        | 1     |